# Nudo cabeza de turco

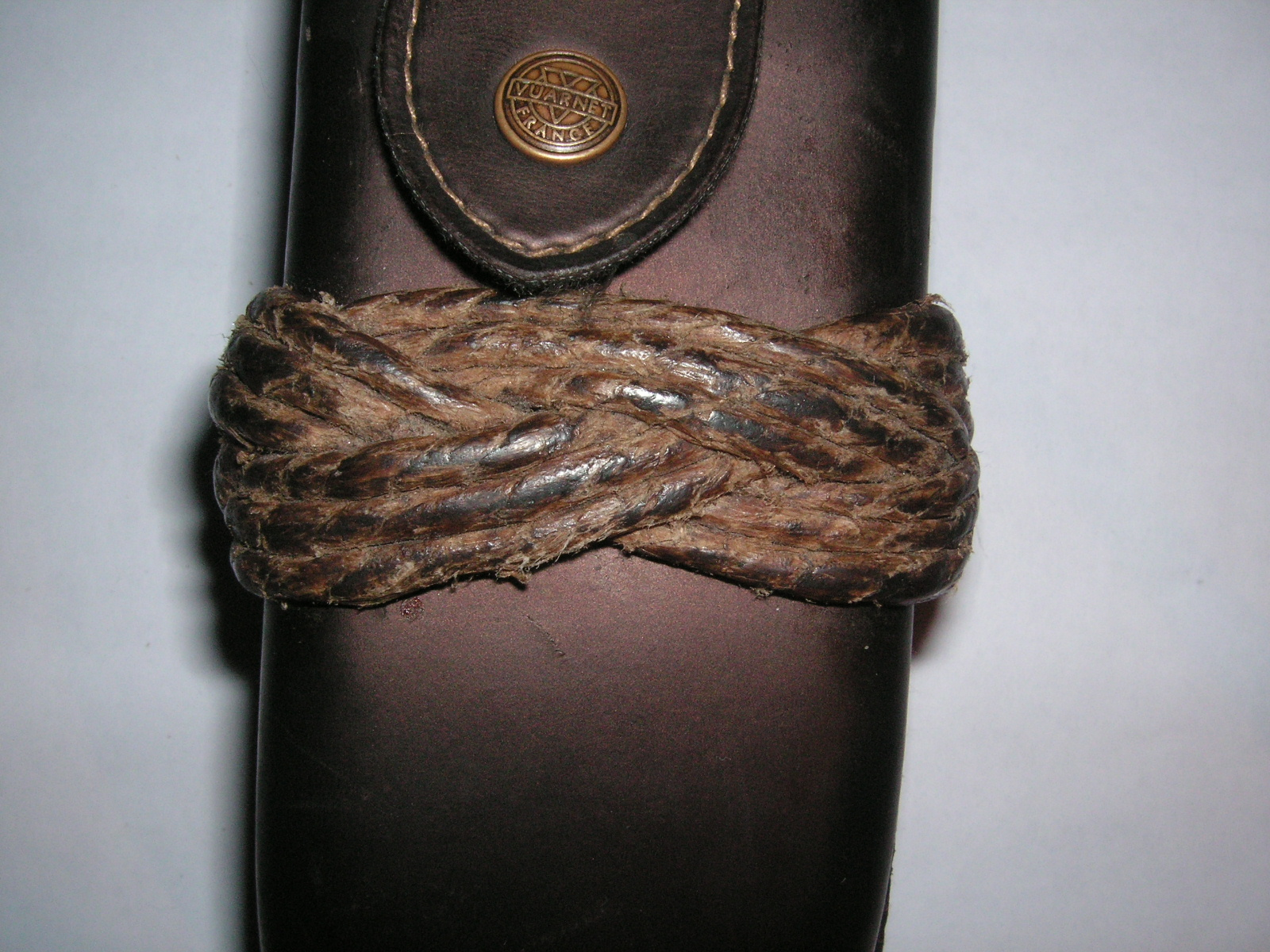
Nudo cabeza de turco.

Un nudo cabeza de turco es un nudo decorativo con un número variable de hebras entrelazadas, formando un bucle cerrado. El nombre es utilizado para describir la familia general de todos los nudos parecidos en lugar de un solo nudo. Aunque en general se lo observa atado alrededor de un cilindro, el nudo puede ser también deformado en una forma plana. El nudo es utilizado principalmente para decoración y ocasionalmente como protección anti-roces. El nudo tiene el nombre de un gran parecido a un turbante.
Una versión de este nudo, el nudo Gilwell, es utilizado como pasafular por los líderes scout.